# Rem als Jocs Olímpics d'estiu de 1904 - Scull individual

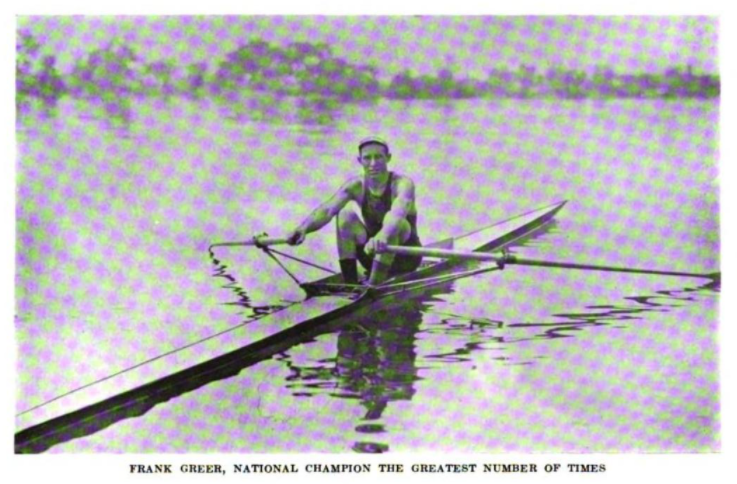
Imatge de Frank Greer, guanyador de la medalla d'or en la prova d'skull.

La prova de l'scull individual fou una de les disputades en el programa de rem que es disputà als Jocs Olímpics de Saint Louis de 1904.
Aquesta fou la segona ocasió en què la prova formà part del programa Olímpic. La prova es disputà el dissabte 30 de juliol i hi van prendre part quatre remers, tots dels Estats Units.

## Medallistes
| Or                | Plata               | Bronze                |
| Frank Greer (USA) | James Juvenal (USA) | Constance Titus (USA) |

## Resultat
| Posició | Nom                   | Temps     |
| ------- | --------------------- | --------- |
| Or      | Frank Greer (USA)     | 10' 08.5" |
| Plata   | James Juvenal (USA)   |           |
| Bronze  | Constance Titus (USA) |           |
| 4.      | David Duffield (USA)  |           |